# أحواض الجحيم
هي مجموعه من المياه الجوفية تشتمل على 9 احواض وهم (جحيم المحيط) و(رأس الجحيم الجرداء) و(بركة الجحيم الأبيض) و(جبل النار) و (تنين الجحيم الذهبي) و(وعاء الجحيم) وثلاثة احواض أخرى وجميعها توجد في مدينة كيوشو اليابانية، وتسمى أيضا ينابيع المياه الساخنة، وهذه الاحواض تعد ثاني أكبر منتج للمياه الجوفية في العالم، واتخذت اسم الجحيم نظرا لأن كلا منها تتركز فيها كميات هائله من المعادن تكسبها ألوان مختلفه.